# Unilever Gloucester
Unilever Gloucester là một cơ sở sản xuất thực phẩm lớn tọa lạc ở phía đông bắc Gloucester, Anh, chuyên sản xuất tất cả các loại kem Unilever cho Vương quốc Liên hiệp Anh.

## Lịch sử
Cơ sở này được Unilever xây dựng từ năm 1959. Nhà máy công bố chính thức vào thứ Ba ngày 16 tháng 4 năm 1962.
Unilever là nhà sản xuất kem lớn nhất thế giới và cũng có các cơ sở sản xuất lớn ở Hellendoorn tại Hà Lan, Saint-Dizier ở Pháp và Caivano ở Ý. Nestle và Unilever mỗi nước chiếm khoảng 1/3 sản lượng toàn cầu.
Unilever Gloucester được xây dựng để cung cấp điện cho 25 triệu người ở phía tây và phía bắc nước Anh và xứ Wales. Vào thập niên 1960, cơ sở này có hơn 1.000 nhân viên và là nhà máy kem lớn nhất thế giới. Khi đi vào hoạt động, cơ sở này có thể sản xuất 90.000 gallon kem mỗi ngày và 2 triệu kẹo mỗi ngày.
Trong vòng 5 năm vào cuối thập niên 1980, 60 triệu bảng Anh đã được đầu tư vào địa điểm này.

### Viếng thăm
Tháng 3 năm 1995, địa điểm này đã được Nữ hoàng và Công tước xứ Edinburgh đến thăm; Nữ hoàng đã đến thăm địa điểm GCHQ gần đó (ở phía tây Cheltenham) lúc 10 giờ 30 phút sáng và bà đã trồng một cây kỷ niệm tại nhà máy Unilever. 

## Kết cấu
Trong thập niên 1960, có một tòa nhà văn phòng và sản xuất hai tầng, cùng một nhà máy sản xuất bánh quế và bánh wafer tên là Embisco. Địa điểm này được mở với tên Nhà máy Cotswold.
Cơ sở này hoạt động 24 giờ một ngày suốt cả tuần. Nó tọa lạc trên đường A417, phía tây bùng binh A40 lớn. Nó cách ngã ba 11a của M5 khoảng một dặm về phía tây và nằm ở phía đông của tuyến đường sắt xuyên quốc gia chính.
Cơ sở này có hơn 500 người.

### Sản xuất
Cơ sở này sản xuất khoảng 5 triệu sản phẩm Cornetto và khoảng 10 triệu sản phẩm Magnum mỗi tuần. Nó sản xuất khoảng 1,5 tỷ sản phẩm kem mỗi năm.